# Mokronos (Łobez )
Mokronos [pronunciación en polaco: /mɔˈkrɔnɔs/] (en alemán: Höfchen) es un pueblo en el distrito administrativo de Gmina Resko, dentro del Distrito de Łobez, Voivodato de Pomerania Occidental, en el noroeste de Polonia. Se encuentra aproximadamente 2 kilómetros al noroeste de Resko, 25 kilómetros al noroeste de Łobez, y 69 kilómetros al noreste de la capital regional, Szczecin.
Hasta 1945 el área era parte de Alemania. Para la historia de la región, véase Historia de Pomerania.